# Пермякова, Лидия Ивановна
Лидия Ивановна Пермякова (род. 1928) — передовик советского сельского хозяйства, доярка государственного племенного завода «Мухинский» Зуевского района Кировской области, Герой Социалистического Труда (1971).

## Биография
Родилась в 1928 году в деревне Маряхи, Зуевского района Кировской области в русской крестьянской семье.
В 1930 году семья потеряла отца, одна мать воспитывала троих детей. В 1941 году все переехали в деревню Чекмари. Лидии пришлось в 10 лет трудоустроиться в местный колхоз. Работала в полеводческом звене по выращиванию зерновых. Всю войну трудилась в поле. В 1945 году перешла работать на заготовку дров. В 1948 году разнорабочая в колхозе. 
В 1960 году произошло объединение колхоза и совхоза "Мухинский". Пермякова трудоустроилась на молочно-товарную ферму дояркой. В её группе было 17 коров холмогорской породы. По итогам работы в 8-й пятилетки Лидия Ивановна стала передовиком среди доярок района. Она надаивала больше 6000 литров молока от каждой закреплённой коровы.   
Указом Президиума Верховного Совета СССР от 8 апреля 1971 года за получение высоких показателей в сельском хозяйстве и рекордные надои молока Лидии Ивановне Пермяковой было присвоено звание Героя Социалистического Труда с вручением ордена Ленина и медали «Серп и Молот».
Продолжала трудиться в совхозе, показывала высокие производственные результаты. Проживала в посёлке Октябрьский. 

## Награды
За трудовые успехи была удостоена:
- золотая звезда «Серп и Молот» (08.04.1971)
- орден Ленина (08.04.1971)
- Орден Октябрьской Революции (10.03.1976)
- другие медали.